# Maasella edwardsi
Maasella edwardsi är en korallart som först beskrevs av de Lacaze-Duthiers 1888.  Maasella edwardsi ingår i släktet Maasella och familjen Paralcyoniidae. Inga underarter finns listade i Catalogue of Life.

## Bildgalleri

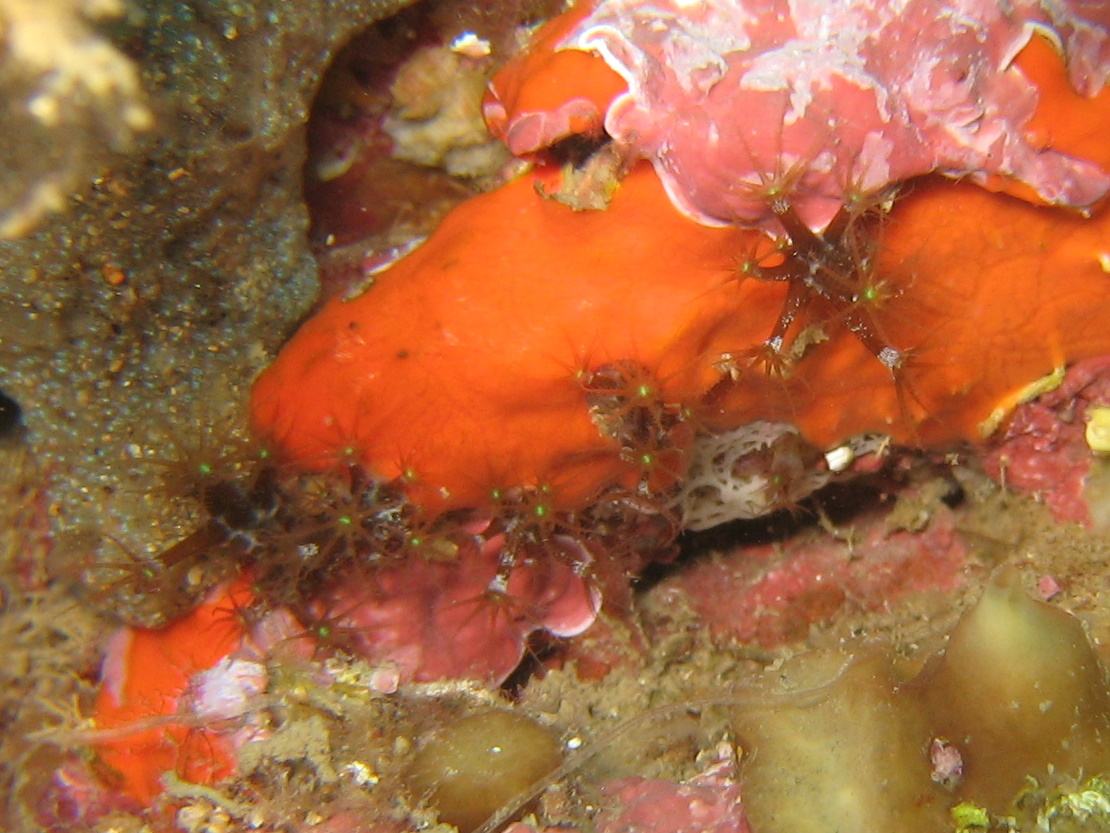